# 7년

## 연호
- 전한(前漢) 거섭(居攝) 2년

## 기년
- 전한 유자 영 2년
- 신라(新羅) 남해 차차웅(南解次次雄) 4년
- 고구려(高句麗) 유리명왕(瑠璃明王) 26년
- 백제(百濟) 온조왕(溫祚王) 25년